# Gemeindenummer
Die Gemeindenummer (auch Code-Nr., GEOSTAT-Nr. oder BFS-Nr. genannt) ist eine vom schweizerischen Bundesamt für Statistik (BFS) mit dem Amtlichen Gemeindeverzeichnis erstmals im Jahre 1960 vergebene Zahl, die der eindeutigen Bezeichnung von territorialen Einheiten im Einzugsbereich der Schweiz dient. Das Pendant in Deutschland und Österreich nennt sich Gemeindeschlüssel.
In der Regel sind dies die politischen Gemeinden, es kann sich jedoch auch um Gebiete unter rein kantonaler Oberhoheit (vor allem Seen) oder um sogenannte Kommunanzen (gemeinsame Hoheitsrechte mehrerer Gemeinden) handeln (s. unten).
Zu rein statistischen Zwecken wurde auch den Gemeinden des Fürstentums Liechtenstein sowie einigen Orten in Deutschland (Konstanz südlich des Seerheins und der Enklave Büsingen am Hochrhein) und Italien (Enklave Campione) Nummern zugeteilt. Die Vergabe solcher Nummern begründet keinen Hoheitsanspruch.

## Allgemeines
Die Nummernvergabe erfolgt nach der Aufzählung der Kantone in Artikel 1 der Bundesverfassung der Schweizerischen Eidgenossenschaft, innerhalb der Kantone nach Bezirken und weiter alphabetisch nach Gemeindenamen. Gemeinden von Kantonen ohne Bezirke wurden fortlaufend durchnummeriert. Die Gemeindenummer besteht aus einer Zahl von ein bis vier Ziffern.
Ausnahmen von der Regel deuten auf spätere Änderungen (nach 1986) hin.
Die Gemeindenummer wird nicht nur als Schlüssel für alle statistischen Auswertungen verwendet, sondern auch für viele weitere Anwendungen, z. B. im Strassenbau von einigen Kantonen für die Brückenbezeichnungen.

## Nummernbereiche
Kantonsnummern wurden nach zwei Systemen vergeben:
- Kantone mit geteilter Standesstimme als eine Nummer mit Dezimalien (Nr. 1 bis 23)
- Kantone mit geteilter Standesstimme mit eigener Nummer (Nr. 1 bis 26)
- In der vierten Spalte die dazugehörenden Gemeindenummern

| Kanton                 | Nummer (23) | Nummer (26) | Gemeindenummern |
| ---------------------- | ----------- | ----------- | --------------- |
| Zürich                 | 01          | 01          | 0001–0298       |
| Bern                   | 02          | 02          | 0301–0996       |
| Luzern                 | 03          | 03          | 1001–1150       |
| Uri                    | 04          | 04          | 1201–1220       |
| Schwyz                 | 05          | 05          | 1301–1375       |
| Obwalden               | 06.1        | 06          | 1401–1407       |
| Nidwalden              | 06.2        | 07          | 1501–1511       |
| Glarus                 | 07          | 08          | 1601–1632       |
| Zug                    | 08          | 09          | 1701–1711       |
| Freiburg               | 09          | 10          | 2001–2336       |
| Solothurn              | 10          | 11          | 2401–2622       |
| Basel-Stadt            | 11.1        | 12          | 2701–2703       |
| Basel-Landschaft       | 11.2        | 13          | 2761–2895       |
| Schaffhausen           | 12          | 14          | 2901–2974       |
| Appenzell Ausserrhoden | 13.1        | 15          | 3001–3038       |
| Appenzell Innerrhoden  | 13.2        | 16          | 3101–3111       |
| St. Gallen             | 14          | 17          | 3201–3444       |
| Graubünden             | 15          | 18          | 3501–3987       |
| Aargau                 | 16          | 19          | 4001–4323       |
| Thurgau                | 17          | 20          | 4401–4951       |
| Tessin                 | 18          | 21          | 5001–5399       |
| Waadt                  | 19          | 22          | 5401–5939       |
| Wallis                 | 20          | 23          | 6001–6300       |
| Neuenburg              | 21          | 24          | 6401–6511       |
| Genf                   | 22          | 25          | 6601–6645       |
| Jura                   | 23          | 26          | 6701–6806       |

## Beispiele
Zürich
- Bezirk Affoltern: BFS-Nr. 0001–0014
  - Gemeinde Aeugst am Albis: BFS-Nr. 0001
  - Gemeinde Affoltern am Albis: BFS-Nr. 0002
  - Gemeinde Wettswil am Albis: BFS-Nr. 0014
- Bezirk Andelfingen: BFS-Nr. 0021–0044
  - Gemeinde Adlikon: BFS-Nr. 0021
  - Gemeinde Benken (ZH): BFS-Nr. 0022
  - Gemeinde Waltalingen: BFS-Nr. 0044

 Bern
- Ehemaliger Bezirk Aarberg: Code-Nr. 0301–0312 (gültig bis 31. Dezember 2009)
- Verwaltungskreis Seeland: Code-Nr. 0243 (gültig ab 1. Januar 2010)
  - Gemeinde Aarberg: Code-Nr. 0301 (Gemeindenummern der politischen Gemeinden bleiben mit der Einführung der Verwaltungskreise und ‑regionen im Kanton Bern ab 1. Januar 2010 beibehalten)

## Spezialgebiete
Zwischen Bezirken und Kantonen sind freie Bereiche belassen worden, die eine gewisse Flexibilität für Änderungen erlauben.
Gemäss Bundesamt für Statistik sind die unten aufgelisteten Spezialgebiete Teil des BFS-Nummerierungssystems, obwohl es sich bei diesen Gebieten nicht um Gemeinden handelt. Die Nummern dieser Gebiete dienen dazu, zusammen mit den kantonalen Seeanteilen die vollständige, d. h. lückenlose Fläche der Schweiz in Statistiken, geographischen Informationssystemen und dergleichen zu erheben bzw. darzustellen.
- Kommunanzen, d. h. Areale, die der Oberhoheit mehrerer Gemeinden unterstehen, oder (mehrheitlich unbewohnte) Gemeinschaftsareale, die nicht eindeutig einer einzelnen Gemeinde zugewiesen werden können:
  - Kommunanz Cadenazzo/Monteceneri (BFS-Nr.: 5391; bis 31. Dezember 2003: 5020) (bis März 2005: Kommunanz Medeglia-Robasacco im Distretto di Bellinzona, Kanton Tessin)
  - Kommunanz Capriasca/Lugano (BFS-Nr.: 5394; bis 31. Dezember 2003: 5238) im Distretto di Lugano, Kanton Tessin

- Areale ausserhalb der politischen Gemeinden der Schweiz. Dabei handelt es sich um
  - ein einzelnes Landareal im Seebezirk des Kantons Freiburg, den Staatswald Galm (BFS-Nr.: 2391; bis 31. Dezember 2003: 2285), sowie um
  - Seeareale, d. h. öffentliche Gewässer, welche unmittelbar der Hoheit eines Kantons oder mehrerer Kantone unterstehen. Die 22 Seen, die keinen Bezirken, Kantonen oder Gemeinden zugeordnet sind, belegen Pseudo-Gemeinde-Nummern zwischen 9040 und 9757:
    - Greifensee (BFS-Nr.: 9040)
    - Zürichsee (BFS-Nr.: 9050; unterteilt in: 9051: Gebiet ZH, 9052: Gebiet SZ und 9053: Gebiet SG)
    - Thunersee (BFS-Nr.: 9073)
    - Brienzersee (BFS-Nr.: 9089)
    - Bielersee/Lac de Bienne (BFS-Nr.: 9148; unterteilt in: 9149: Gebiet BE und 9150: Gebiet NE)
    - Neuenburgersee/Lac de Neuchâtel (BFS-Nr.: 9151; unterteilt in: 9152: Gebiet BE, 9153: Gebiet FR, 9154: Gebiet VD und 9155: Gebiet NE)
    - Baldeggersee (BFS-Nr.: 9157)
    - Sempachersee (BFS-Nr.: 9163)
    - Hallwilersee (BFS-Nr.: 9172; unterteilt in: 9173: Gebiet LU und 9174: Gebiet AG)
    - Zugersee (BFS-Nr.: 9175; unterteilt in: 9176: Gebiet LU, 9177: Gebiet SZ und 9178: Gebiet ZG)
    - Vierwaldstättersee (BFS-Nr.: 9179; unterteilt in: 9180: Gebiet LU, 9181: Gebiet UR, 9182: Gebiet SZ, 9183: Gebiet OW und 9184: Gebiet NW)
    - Sihlsee (BFS-Nr.: 9216)
    - Sarnersee (BFS-Nr.: 9239)
    - Walensee (BFS-Nr.: 9267; unterteilt in: 9268: Gebiet GL und 9269: Gebiet SG)
    - Aegerisee (BFS-Nr.: 9270)
    - Greyerzersee/Lac de la Gruyère (BFS-Nr.: 9276)
    - Murtensee (BFS-Nr.: 9294; unterteilt in: 9295: Gebiet FR und 9296: Gebiet VD)
    - Bodensee (Schweizer Anteil: BFS-Nr.: 9326; unterteilt in 9327: Gebiet SH, 9328: Gebiet SG, 9329: Gebiet TG)
    - Luganersee/Lago di Lugano (BFS-Nr.: 9710, ohne Seeanteil Campione d’Italia, s. unten)
    - Lago Maggiore (BFS-Nr.: 9711)
    - Lac de Joux (BFS-Nr.: 9751)
    - Genfersee/Lac Léman (BFS-Nr.: 9757; unterteilt in 9758: Gebiet VD, 9759: Gebiet VS, 9760: Gebiet GE)

- Ausländische Areale, die im GEOSTAT eine Schweizer Gemeindenummer (Pseudo-Gemeindenummer) zugeteilt erhalten haben:
  - die deutsche Stadt Konstanz (BFS-Nr.: 7111)
  - die deutsche Enklave Büsingen am Hochrhein (BFS-Nr.: 7101)
  - die italienische Enklave Campione d’Italia (BFS-Nr.: 7301 für den Landteil und 7302 für den Seeteil)
  - die Gemeinden im Fürstentum Liechtenstein: Vaduz (BFS-Nr.: 7001), Triesen (BFS-Nr.: 7002), Balzers (BFS-Nr.: 7003), Triesenberg (BFS-Nr.: 7004), Schaan (BFS-Nr.: 7005), Planken (BFS-Nr.: 7006), Eschen (BFS-Nr.: 7007), Mauren (BFS-Nr.: 7008), Gamprin (BFS-Nr.: 7009), Ruggell (BFS-Nr.: 7010), Schellenberg (BFS-Nr.: 7011)